# Václav Dyk (fotbalista)
Václav Dyk (1. července 1941 – 2004) byl český fotbalový brankář. Po skončení aktivní kariéry působil jako brankář staré gardy Sparty.

## Fotbalová kariéra
V československé lize hrál za Spartu Praha. Nastoupil ve 2 ligových utkáních. V nižší soutěži chytal za Baník Most. Byl dorosteneckým mistrem Československa 1959.

## Ligová bilance
| Ročník                                   | Zápasy | Góly | Klub         |
| ---------------------------------------- | ------ | ---- | ------------ |
| 1. československá fotbalová liga 1970/71 | 2      | 0    | Sparta Praha |
| CELKEM                                   | 2      | 0    |              |